# Jax Miller
Pour les articles homonymes, voir Miller.
Jax Miller, née à New York, est une autrice américaine de roman noir. 

## Biographie
En 2013, sous le pseudonyme d'Aine O'Domhnaill, elle fait partie de la liste pour le Gold Dagger Award pour The Assassin’s Keeper qui ne sera finalement pas publié. En 2015, elle publie son premier roman, Les Infâmes (Freedom's Child) grâce auquel elle est lauréate du prix Transfuge du meilleur polar étranger 2015 et du grand prix des lectrices de Elle 2016. Selon François Lestavel de Paris Match, c'est « le roman noir le plus trépidant de l'année 2015 ». Selon Jérôme Leroy dans Causeur, « Jax Miller, dans Les Infâmes, est impressionnante de virtuosité narrative et de précision presque clinique dans le réalisme. Elle joue avec les points de vue et les époques dans une construction millimétrée. Mais comme elle sait donner à ses personnages une réelle consistance, on ne s’en aperçoit pas, ce qui est du grand art ». Le 30 août 2017, est paru en avant-première en France aux Éditions Ombres Noires, son second roman Candyland.

## Œuvre

### Romans
- Freedom's Child (2015) Publié en français sous le titre Les Infâmes, Ombres noires, 2015  (ISBN 978-2-08-134790-8) ; réédition, Paris, Le Grand Livre du mois, 2015  (ISBN 978-2-286-12559-2)
- Candyland (2017) Publié en français sous le titre Candyland, Ombres noires, 2017  (ISBN 978-2-08-137717-2)
- Hell in the Heartland: Murder, Meth, and the Case of Two Missing Girls(2020)  Publié en français sous le titre Les Lumières de l'aube, Plon,  2020  (ISBN 978-2-259-26821-9)

## Prix et récompenses
- Prix Transfuge du meilleur polar étranger 2015 pour Les Infâmes (Freedom's Child)[4]
- Grand prix des lectrices de Elle 2016 pour Les Infâmes (Freedom's Child)[5]